# F/A-18 Hornet
De McDonnell Douglas F/A-18 Hornet is een multirole jachtbommenwerper, gevechtsvliegtuig (Fighter) / aanvalsvliegtuig (Attack aircraft) voor alle weersomstandigheden.
Het toestel is in de jaren zeventig en tachtig ontworpen, op basis van de Northrop YF-17, voor de United States Navy. Het is nog steeds in dienst bij de Amerikaanse marine, het Amerikaanse Korps Mariniers en bij de luchtmachten van verscheidene andere landen, zoals Finland, Zwitserland, Australië, Spanje en Canada.
Als meervoudig inzetbaar toestel vervult het de taken van onderscheppingsjager, luchtverdedigingsjager, het uitschakelen van vijandige luchtafweer, verkenner, close air support (luchtsteun) en forward air control (doelaanwijzing). Door zijn veelzijdigheid en betrouwbaarheid is het een waardevol vliegtuig. Een nadeel vormt zijn relatief kleine actieradius.
Inmiddels is bij de Amerikaanse strijdkrachten sinds 1995 de verbeterde en sterkere versie operationeel: de F/A-18E/F Super Hornet.